# Savarna tesselata
Savarna tesselata är en spindelart som först beskrevs av Simon 1901.  Savarna tesselata ingår i släktet Savarna och familjen dallerspindlar. Inga underarter finns listade i Catalogue of Life.